# Kyrylo Oleksiiovych Budanov
Kyrylo Oleksiiovych Budanov ( tiếng Ukraina: Кирило Олексійович Буданов; sinh ngày 4 tháng 1 năm 1986) là một nhà lãnh đạo quân sự Ukraine, giữ chức Giám đốc Cục Tình báo của Bộ Quốc phòng Ukraine từ tháng 8 năm 2020. Ông Budanov trước đây từng là phó giám đốc của một trong các phòng ban của Cơ quan Tình báo Ukraine. Ông hiện mang quân hàm trung tướng .

## Thời thơ ấu
Budanov sinh ra ở Kiev vào ngày 4 tháng 1 năm 1986. Thời thơ ấu, ông đã từng giành rất nhiều thời gian đi bơi tại Crimea. Ông tốt nghiệp Học viện Lục quân Odessa vào năm 2007.

## Sự nghiệp quân sự
Sau khi tốt nghiệp vào năm 2007, ông Budanov bắt đầu sự nghiệp quân sự của mình trong lực lượng đặc biệt của Tổng cục Tình báo (HUR) thuộc Bộ Quốc phòng Ukraine.

### Chiến tranh Nga-Ukraine
Năm 2014, ông tham gia vào cuộc chiến ở Donbass và đã ba lần bị thương. Ông cũng được cho là đã tham gia một số công tác được phân loại là hoạt động quân sự đặc biệt. Theo báo cáo năm 2024 của The New York Times, Budanov là một trong những thành viên của Đơn vị 2245 tinh nhuệ của Tổng cục Tình báo Ukraine do chính CIA huấn luyện. Tờ New York Times đưa tin Budanov trở nên nổi tiếng sau khi tham gia vào các chiến dịch táo bạo phía sau phòng tuyến quân thù. Vào năm 2016, khi vẫn còn là một trung tá, ông được cho là đã chỉ huy một đơn vị đặc biệt thực hiện một cuộc tấn công đổ bộ vào bán đảo Crimea gần thành phố Armiansk lúc này đang bị Nga chiếm đóng để cài đặt chất nổ tại một sân bay. Đơn vị của Budanov đã bị một đơn vị biệt kích Nga phục kích sau khi đổ bộ và Lực lượng Ukraine đã giết chết một số binh sĩ Nga trước khi rút lui về phần lãnh thổ do Ukraine kiểm soát. Theo The New York Times, Budanov sau đó được đưa sang Mỹ để điều trị tại Trung tâm Quân y Quốc gia Walter Reed khi đang bị thương sau một trận đánh ở Donbass.
Vào ngày 4 tháng 4 năm 2019, chiếc xe Chevrolet Evanda của Budanov đã bị một người Nga mang theo xấp tài liệu đề tên "Alexei Lomaka" cho nổ tung, người này đã gài mìn nhưng lại bị phát nổ sớm hơn dự kiến. Kẻ tấn công và nhóm phá hoại được cho là có ý định ám sát ông Budanov sau đó đã bị bắt giữ.
Năm 2020, ông Budanov trở thành phó giám đốc của một bộ phận thuộc Cơ quan Tình báo Ukraine .

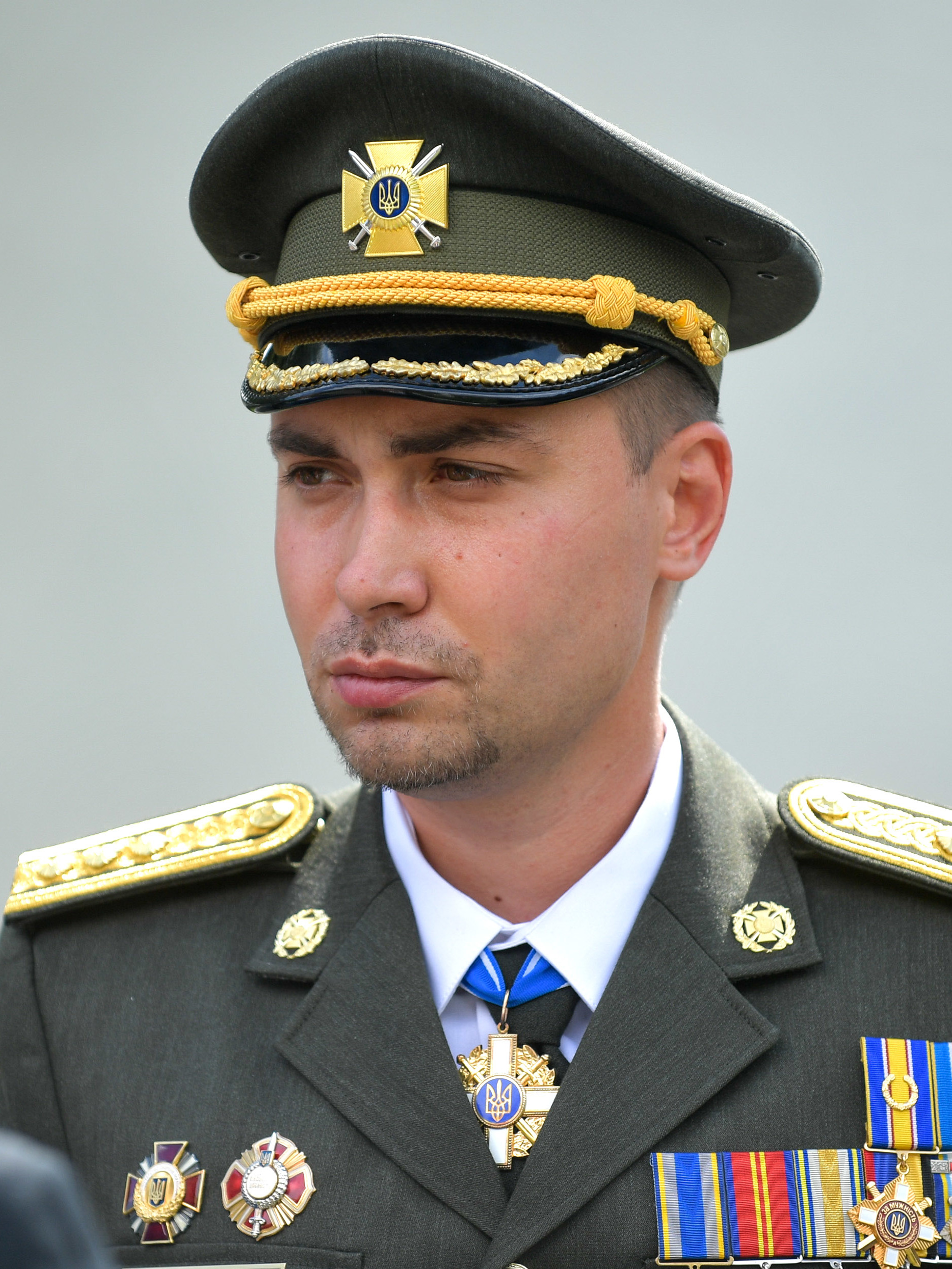
Ông Budanov năm 2020

Ngày 5 tháng 8 năm 2020, Tổng thống Volodymyr Zelenskyy đã chính thức bổ nhiệm ông Budanov trở thành Giám đốc Tổng cục Tình báo của Bộ Quốc phòng.
Ngày 11 tháng 3 năm 2022, ông trở thành chủ tịch của Ban chỉ đạo Điều phối Việc đối xử với Tù binh Chiến tranh. Vào tháng 9 năm 2022, Budanov tham gia vào cuộc trao đổi tù binh lớn nhất giữa Ukraine và Liên bang Nga, khi 215 binh sĩ Ukraine được trở về nhà, trong đó có hơn 100 chiến binh và chỉ huy của Trung đoàn Azov.
Vào tháng 2 năm 2023, người đứng đầu khối nghị viện thuộc Đảng Đầy tớ của Nhân dân, Davyd Arakhamia, tuyên bố rằng ông Oleksii Reznikov sẽ được thay thế bởi trung tướng Budanov cho tư cách bộ trưởng quốc phòng. Tuy nhiên, điều này đã không xảy ra và ông Budanov cũng không được bổ nhiệm.

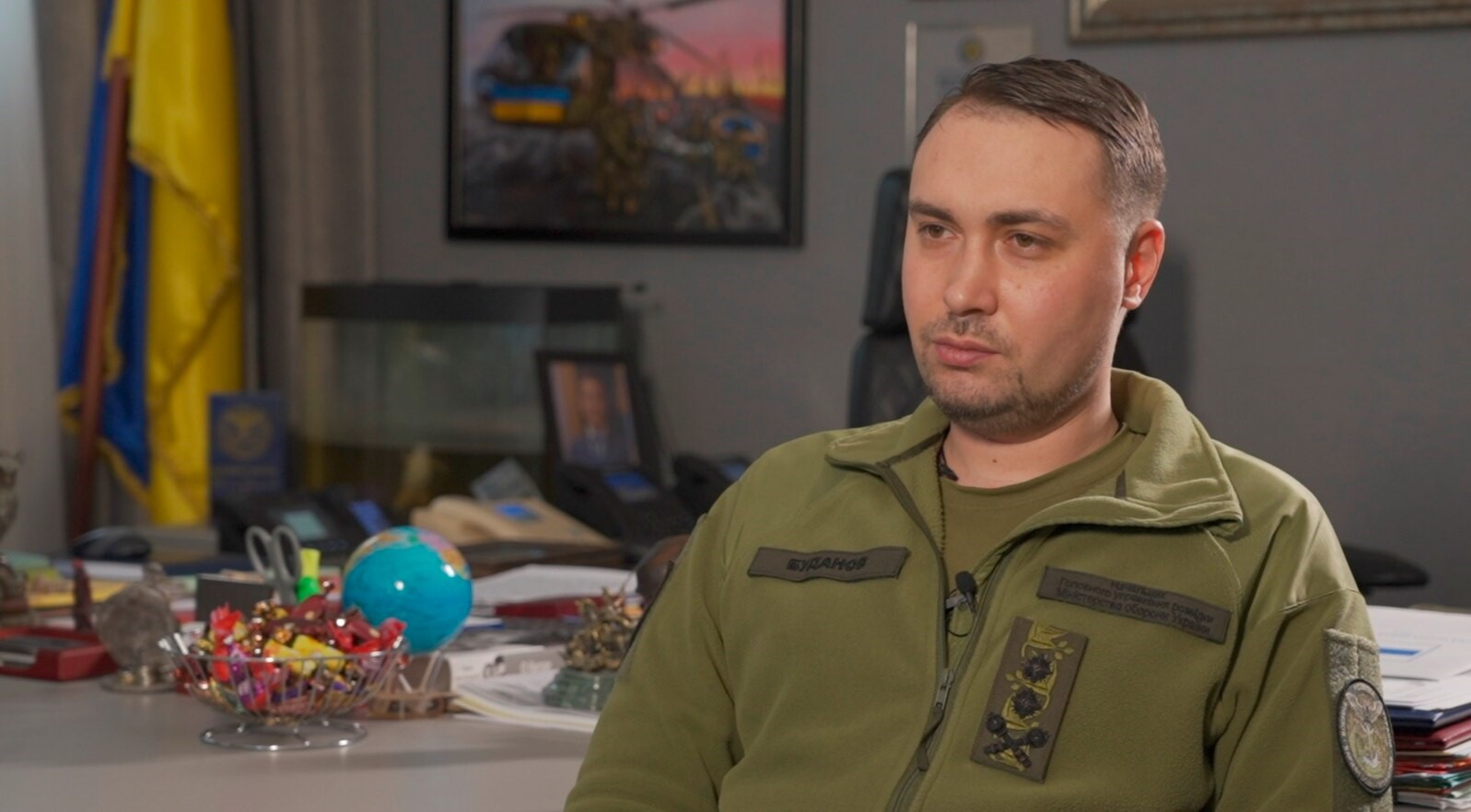
Ông Kyrylo Budanov trả lời phỏng vấn đài VOA vào tháng 2 năm 2023.

Một phát ngôn viên của bộ phận tình báo quân đội Ukraine cho biết vào năm 2023 rằng đã có hơn 10 nỗ lực nhằm ám sát ông Budanov. Vào tháng 11 năm 2023, vợ ông là bà Marianna Budanova, đã bị trúng độc bởi một loại kim loại nặng không xác định nghi là do sử dụng thực phẩm đã bị đầu độc, một số nhân viên khác cũng có các triệu chứng trúng độc nhẹ.

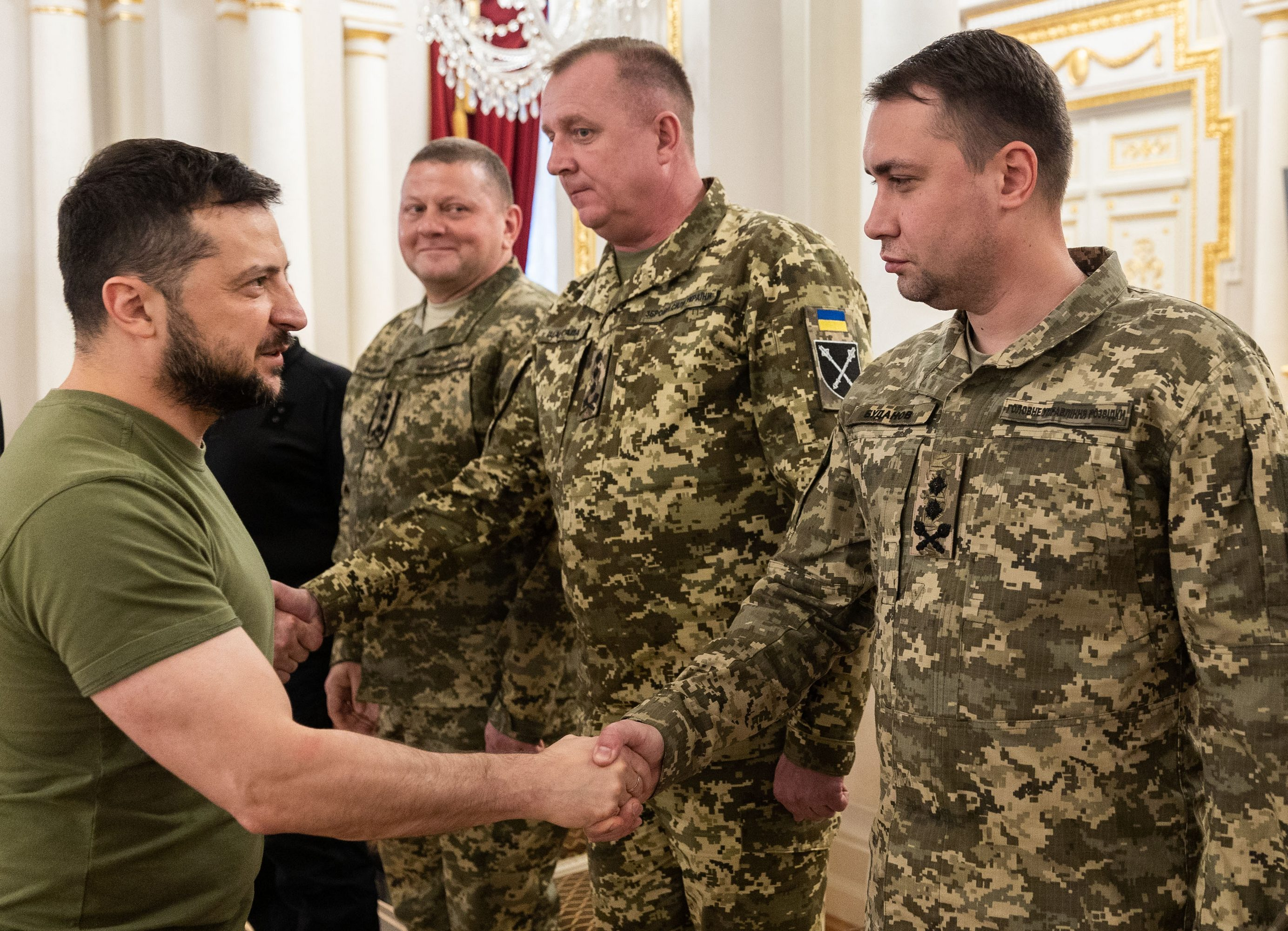
Dịp kỷ niệm 30 năm của lực lượng tình báo quân sự Ukraine, ngày 7 tháng 9 năm 2022.

Năm 2024, Trung tướng Budanov được Tổng thống Zelensky trao danh hiệu Anh hùng Ukraine.

## Các cáo buộc của chính quyền Nga
Ngày 21 tháng 4 năm 2023, tòa án quận Lefortovo ở Moskva, Liên bang Nga đã ban hành lệnh bắt giữ ông Budanov do những liên quan đến vụ tấn công vào Cầu Kerch tại Crimea năm 2022 . Ông Budanov đã bình luận về quyết định này, ông cho rằng: "Tôi rất hài lòng. Đây là một biểu hiện tốt cho công việc của chúng tôi và tôi hứa sẽ làm tốt hơn nữa."  Tờ The New York Times đã từng làm rõ rằng phía tình báo Hoa Kỳ cho rằng sự kiện ám sát nữ phóng viên Daria Dugina là có sự đứng sau của chính phủ Ukraine. Khi được hỏi về cáo buộc này, ông Budanov đã yêu cầu không tiếp tục nói về chủ đề này và tuyên bố:
"Tất cả những gì tôi có thể nói là chúng tôi đã tiêu diệt những người Nga và sẽ tiếp tục tiêu diệt người Nga ở bất cứ nơi đâu trên thế giới cho đến khi Ukraine chiến thắng hoàn toàn".
Ngày 8 tháng 5 năm 2023, trong cuộc họp báo chính thức của Bộ Ngoại giao Hoa Kỳ, một câu hỏi đã được đưa ra yêu cầu việc đánh giá tuyên bố này. Phát ngôn viên Bộ Ngoại giao khi đó đã tuyên bố rằng họ không dung túng cho bất kỳ hành động tấn công nào vào dân thường kể cả khi chúng xảy ra ở Nga, Ukraine hay bất kỳ nơi nào khác.
Vào ngày 25 tháng 12 năm 2023, Tòa án Quận Basmanny của Moscow đã tuyên bố bắt giữ vắng mặt ông Kyrylo Budanov với cáo buội thực hiện 104 vụ tấn công khủng bố (điểm "a" và "c" Khoản 2 Điều 205 Bộ luật Hình sự). Trong một thông cáo báo chí vào tháng 10 của Ủy ban Điều tra Nga, ông Budanov đã bị buộc tội tổ chức và thực hiện, từ tháng 4 năm 2022 đến tháng 9 năm 2023, hơn 100 cuộc không kích sử dụng phương tiện bay không người lái tại các khu vực Moscow và vùng Moskva, Rostov, Belgorod, Bryansk, Crimea và Sevastopol bị Nga sáp nhập.

## Sở thích cá nhân
- Ông Budanov rất yêu động vật, ông ấy nuôi một con mèo[18], một con chim hoàng yến và một con ếch[19] trong văn phòng của mình.
- Khi còn nhỏ, ông ấy rất thích các bộ phim có sự tham gia của nam diễn viên người Pháp Jean-Paul Belmondo đặc biệt là bộ phim "The Professional" năm 1981.[20]
- Khi còn nhỏ ông Budanov rất hay đi bơi.[20]

## Quân hàm
- Chuẩn tướng (24 tháng 8 năm 2021) [21]
- Thiếu tướng (3 tháng 4 năm 2022) [22]
- Trung tướng (7 tháng 9 năm 2023) [2]

## Giải thưởng
- Hiệp sĩ chính thức của Huân chương Dũng cảm.[4]
- Anh hùng Ukraine [11] với phần thưởng Huân chương Sao Vàng (8 tháng 2, 2024) - cho lòng dũng cảm và phẩm chất anh hùng được thể hiện trong việc tham gia bảo vệ chủ quyền quốc gia và toàn vẹn lãnh thổ của Ukraine, quên thân phục vụ cho nhân dân Ukraine.
- Huấn chương Chiến công Ukraine - cho những đóng góp xuất sắc trong việc bảo vệ chủ quyền quốc gia và toàn vẹn lãnh thổ của Ukraine, người trung thành với lời thề quân nhân.
- Huy hiệu "Vì lòng dũng cảm trong quân ngũ".
- Huy hiệu "Huy hiệu Danh dự".
- Kỷ niệm chương "Vì lòng dũng cảm trong quân ngũ".